# Marina di Carrara
Marina di Carrara is een plaats (frazione) in de Italiaanse gemeente Carrara.